# سفارة البوسنة والهرسك في ألمانيا
سفارة البوسنة والهرسك في ألمانيا هي أرفع تمثيل دبلوماسي لدولة البوسنة والهرسك لدى ألمانيا. تقع السفارة في برلين وهي تهدف لتعزيز المصالح البوسنية في ألمانيا.

## وصلات خارجية
- الموقع الرسمي
- قائمة سفارات البوسنة والهرسك
- قائمة السفارات في ألمانيا